# Australia Navarro
María Australia Navarro de Paz (Las Palmas de Gran Canaria, España, 6 de febrero de 1961) es una abogada y política española, militante del Partido Popular. En marzo de 2017 fue elegida secretaria general del Partido Popular de Canarias a propuesta de Asier Antona. Tras la renuncia de Asier Antona a la presidencia del partido, el 5 de septiembre de 2019 por unanimidad de la Junta Directiva Autonómica, fue proclamada presidenta del Partido Popular de Canarias.

## Biografía
Nació en Las Palmas de Gran Canaria el 6 de febrero de 1961 y tiene dos hijos.
Licenciada en Derecho y diplomada en Derecho Matrimonial. Cursos monográficos para obtener grado de doctor por la Facultad de Ciencias Jurídicas de la Universidad de Las Palmas de Gran Canaria.
Ha sido vicesecretaria regional de Relaciones Institucionales del Partido Popular de Canarias (2000-2002). Coordinadora regional de Organización del Partido Popular de Canarias (desde septiembre de 2002). Senadora del Partido Popular por Gran Canaria en la VII Legislatura y baja por renuncia, en fecha 12 de junio de 2003. Diputada autonómica del Partido Popular por Gran Canaria en las Elecciones de 2003. Renunció al escaño al ser nombrada consejera de Presidencia, Justicia y Seguridad del Gobierno de Canarias (2003-2005).
Diputada autonómica del Partido Popular por Gran Canaria en las Elecciones de 2007. Desde 2007 hasta principios de 2009, ejerció como portavoz del Grupo Popular en el Parlamento de Canarias. Desde abril de 2009 es presidenta del Grupo Popular en el Parlamento de Canarias. En febrero de 2009 retoma el cargo de portavoz del Grupo Popular en el Parlamento de Canarias. Diputada autonómica del Partido Popular por Gran Canaria en las Elecciones de 2011. Portavoz del Grupo Parlamentario Popular en la actual Legislatura. Presidenta del Partido Popular de Gran Canaria (2008-2019). Miembro del Comité Ejecutivo Regional y de la Junta Directiva Regional del Partido Popular de Canarias. Miembro del Comité Ejecutivo Nacional y de la Junta Directiva Nacional del Partido Popular.
Actualmente pertenece a los siguientes órganos del Parlamento de Canarias: De Control de Radiotelevisión Canaria; Derechos Sociales, Igualdad, Diversidad y Juventud; Diputación Permanente; Gobernación, Desarrollo Autonómico, Justicia y Seguridad; Presupuestos y Hacienda; Reglamento, y Sanidad.
Desde julio de 2023 hasta mayo de 2024, fue senadora por designación autonómica, cargo al que renunció para incorporarse al Consejo Consultivo de Canarias.